# Feldkapelle (Mindelaltheim)

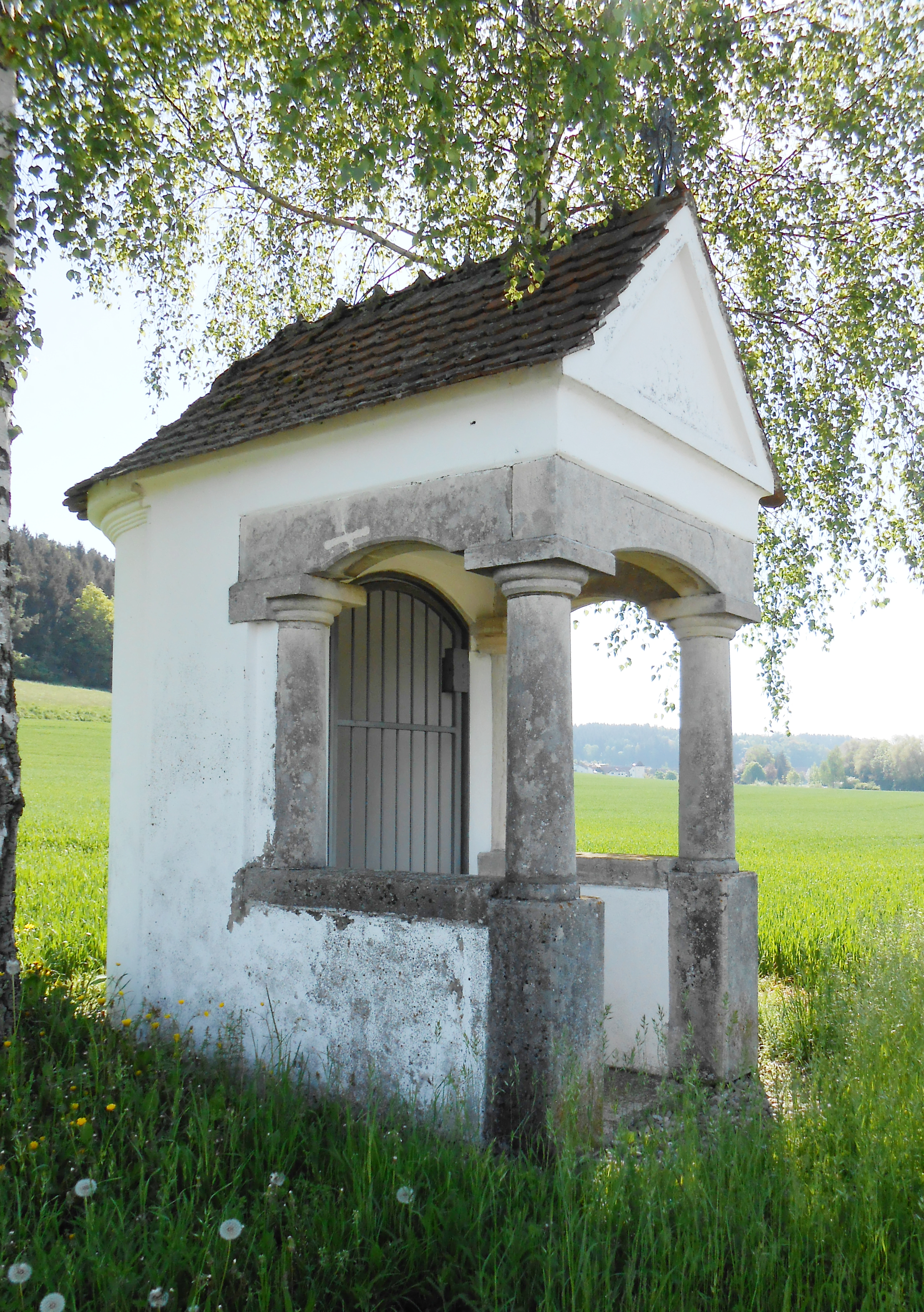
Feldkapelle in Mindelaltheim

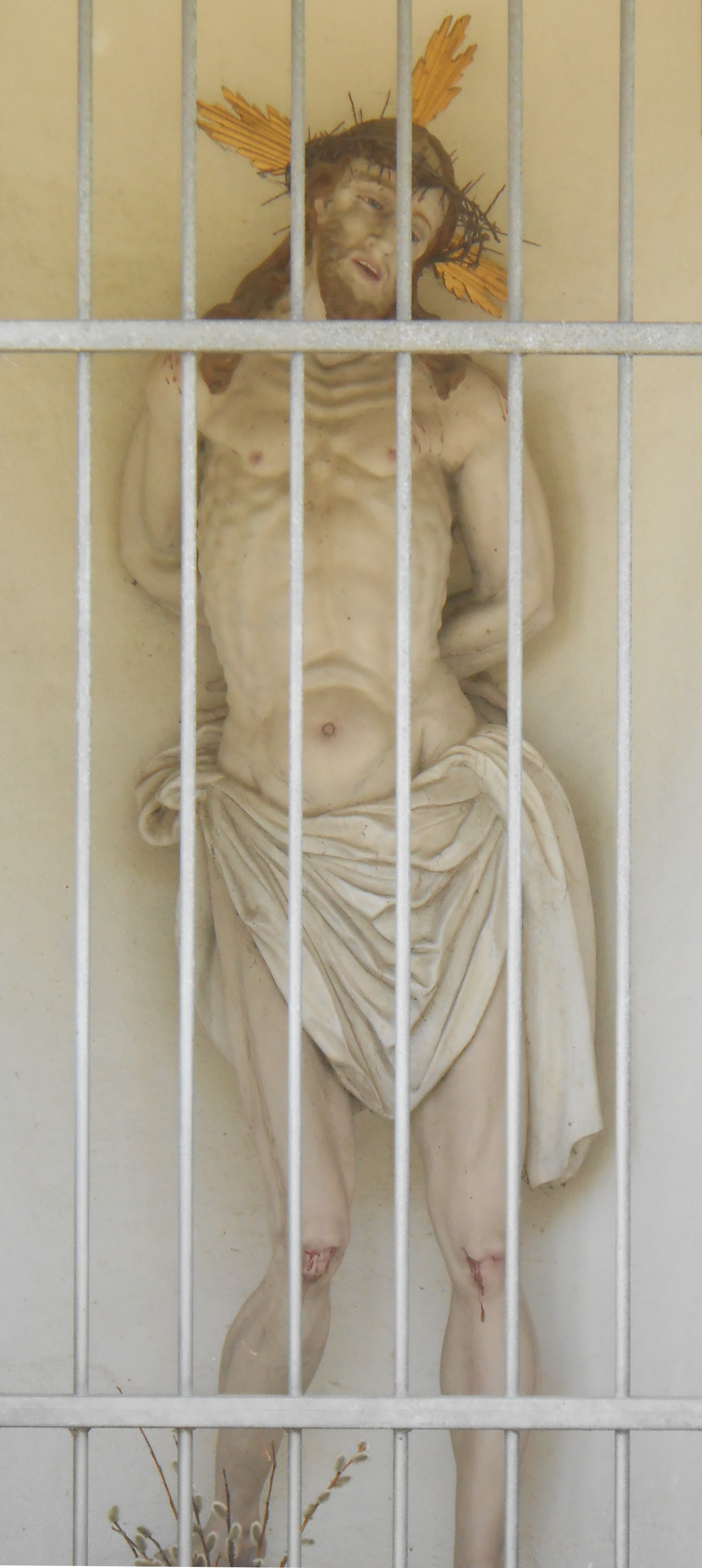
Kerkerheiland

Die katholische Feldkapelle befindet sich nördlich von Mindelaltheim, einem Gemeindeteil von Dürrlauingen, im schwäbischen Landkreis Günzburg in Bayern. Das geschützte Baudenkmal grenzt von Osten an die Staatsstraße 2025. 
Als barocke Nischenkapelle stammt der Sakralbau ursprünglich aus dem 18. Jahrhundert und wurde 1867 erweitert. Hiervon zeugen die beiden Säulen mit Vorbau, das gusseiserne Nomen sacrum auf dem Giebel, sowie die Inschrift auf der Gebäudevorderseite (SM 1867 BM). Im Inneren befindet sich ein lebensgroßer Kerkerheiland hinter einem Gitter.
Die Kapelle, die sich in Privatbesitz befindet, wurde einst an die östliche Seite der Bahnlinie versetzt, um Bittprozession bei geschlossener Schranke nicht zu behindern. Im Jahr 1961 erfolgte im Zuge des Straßenbaus die Versetzung wenige Meter nach Osten.